# Isolona lebrunii
Isolona lebrunii là loài thực vật có hoa thuộc họ Na. Loài này được Boutique mô tả khoa học đầu tiên năm 1951.